# René Havlík
René Havlík (* 26. ledna 1968) je český politik, po sametové revoluci československý poslanec Sněmovny národů Federálního shromáždění za formaci Sdružení pro republiku – Republikánská strana Československa (republikáni), od počátku 21. století regionální politik za ČSSD, bývalý zastupitel Libereckého kraje. Od roku 2010 působí jako ředitel Krajského úřadu Libereckého kraje.

## Biografie
Absolvoval Střední ekonomickou školu v Liberci, kde maturoval roku 1986. V letech 1986–1991 pak vystudoval Právnickou fakultu Univerzity Karlovy. V letech 1991–1992 působil jako koncipient v advokátní kanceláři.
Ve volbách roku 1992 byl za SPR-RSČ zvolen do české části Sněmovny národů (volební obvod Severočeský kraj). Ve Federálním shromáždění setrval do zániku Československa v prosinci 1992. V parlamentu se stal účastníkem aféry, kdy se skupina poslanců (v čele s Františkem Kondelíkem) opila v parlamentním bufetu, hajlovala a ohrožovala novináře nožem.
V období let 1992–1995 byl právním zástupcem v soukromém sektoru, pak se v letech 1995–1996 uvádí jako vedoucí organizačního oddělení. V roce 1996 byl opět právním zástupcem v soukromém sektoru a v letech 1996–2009 pak působil coby advokát v advokátní kanceláři.
V roce 2006 vstoupil do ČSSD. V komunálních volbách roku 1998 a komunálních volbách roku 2002 neúspěšně za tuto stranu kandidoval do zastupitelstva města Liberce. Profesně je uváděn jako advokát a právník. Do vyšší politiky se opětovně dostal v krajských volbách roku 2004, v nichž byl zvolen zastupitelem Libereckého kraje za ČSSD. Zasedal zde do roku 2008 (působil coby předseda výboru pro kulturu, památkovou péči a cestovní ruch). V letech 2009–2010 byl vedoucím oddělení ředitele Krajského úřadu Libereckého kraje a zástupce ředitele pro koordinaci. V červenci 2010 ho hejtman Stanislav Eichler jmenoval ředitelem Krajského úřadu Libereckého kraje.
V roce 2013 byl úřad Libereckého kraje pod jeho vedením vyhlášen jako úspěšná organizace v Národní ceně kvality.
Je ženatý, má děti Terezu a Radima.